# Parlamento della Romania

Attuale configurazione del Parlamento in seduta comune, tramite cui è conferita la fiducia parlamentare ai governi del paese.

Il Parlamento della Romania (in romeno Parlamentul României) è l'organo titolare del potere legislativo.
È formato da due camere elette ogni quattro anni, la Camera dei deputati e il Senato.
Entrambe le camere hanno sede al Palazzo del Parlamento a Bucarest.
La struttura e i compiti del Parlamento sono regolati dal Capitolo I del Titolo III della Costituzione della Romania.
Superando il precedente sistema bicamerale perfetto, la riforma costituzionale del 2003 ha introdotto una previsione che stabilisce aree di competenza separate per le due camere per l'approvazione dei progetti di legge e delle proposte legislative. In base a determinati ambiti, espressamente enumerati dal testo costituzionale, una delle due camere ha potere decisionale rispetto all'altra, ferma restando la necessità dell'esame da parte di entrambe le assemblee.

## Storia
La storia del Parlamento della Romania ebbe inizio nel 1831 in Valacchia, dove fu adottato un documento costituzionale, il Regolamento organico (Regulament organic), imposto dall'Impero russo in quanto protettore dei due Principati danubiani. L'anno successivo, questo statuto fu adottato anche dalla Moldavia. La regolazione organica gettò le fondamenta per le istituzioni nei principati rumeni, in cui nacquero due parlamenti separati, le Assemblee popolari (Adunarea Obștească).
In seguito alla sconfitta della Russia nella guerra di Crimea il Congresso di Parigi assegnò all'Impero ottomano il protettorato sui due Principati danubiani. La Convenzione di Parigi del 19 agosto 1858 fece da base per i successivi documenti di stampo semicostituzionale. Sotto il regime politico stabilito dal trattato, il potere legislativo andò incontro a un processo di modernizzazione, e incominciò a operare in accordo con l'organizzazione e il funzionamento dei Parlamenti dell'Europa occidentale dell'epoca. Nel 1859 si giunse all'unione dei due principati, mentre un unico parlamento per entrambe le entità divenne operativo nel 1862.
Nel 1864 il domnitor Alexandru Ioan Cuza promosse un plebiscito per l'applicazione dello "Statuto per lo sviluppo della Convenzione di Parigi" (Statutul dezvoltător al Convenției de la Paris), che allargò il principio di rappresentanza nazionale, creando una camera alta, il Corp Ponderator, poi ridenominato Senato (Senat) dalla Costituzione del 1866. La Romania ottenne l'indipendenza dall'Impero ottomano nel 1877.
Nel 1920 furono firmati gli accordi di unione con la Transilvania e la Bessarabia, nell'ambito del Trattato di Trianon, dando inizio alla Grande Romania. L'ampliamento territoriale nel 1923 portò al varo di un nuovo testo costituzionale.
Nel febbraio 1938, nella caotica situazione politica che avrebbe portato alla seconda guerra mondiale, il re Carlo II di Romania, che aveva sempre teso a sopraffare il Parlamento, impose un governo di monarchia autoritaria. Con la dittatura reale, il Parlamento divenne un corpo puramente decorativo, privato dei suoi attributi essenziali.
Carlo abdicò nel settembre 1940 e lo Stato Nazionale Legionario fascista sospese il Parlamento. Il regime durò meno di cinque mesi, ma fu succeduto dalla dittatura militare di Ion Antonescu, pertanto il Parlamento rimase sospeso. Dopo il colpo di Stato del 23 agosto 1944 il Parlamento fu riorganizzato come singolo corpo legislativo e la Camera dei Deputati fu tramutata con la Costituzione del 1948 in una Grande Assemblea Nazionale, un organo puramente formale totalmente subordinato al potere del Partito Comunista Rumeno.
La rivoluzione rumena del dicembre 1989 aprì la strada per la restaurazione di un pluralismo politico, per una democrazia elettorale che rispettasse i diritti umani e che osservasse la separazione dei poteri e la responsabilità dei governanti verso le istituzioni. Grazie ai provvedimenti emanati dal governo provvisorio rivoluzionario, la Romania è tornata a essere un sistema parlamentare bicamerale, e tutti questi cambiamenti si possono trovare nella nuova Costituzione approvata con un referendum nel 1991.
| Data      | Entità statale                   | Costituzione o testo semicostituzionale                                                                     | Camera alta                | Camera bassa                               |
| --------- | -------------------------------- | --- | -------------------------- | ------------------------------------------ |
| 1831-1858 | Valacchia                        | Regolamento organico                                                                                        | -                          | Assemblea popolare                         |
| 1832-1858 | Moldavia                         | Regolamento organico                                                                                        | -                          | Assemblea popolare                         |
| 1859-1861 | Principato di Romania            | Convenzione di Parigi                                                                                       | -                          | Assemblee popolari di Valacchia e Moldavia |
| 1862-1864 | Principato di Romania            | Convenzione di Parigi                                                                                       | -                          | Assemblea dei deputati                     |
| 1864-1866 | Principato di Romania            | Statuto per lo sviluppo della Convenzione di Parigi                                                         | Corp Ponderator            | Assemblea dei deputati                     |
| 1866-1881 | Principato di Romania            | Costituzione della Romania del 1866 Costituzione della Romania del 1923 Costituzione della Romania del 1938 | Senato                     | Assemblea dei deputati                     |
| 1881-1940 | Regno di Romania                 | Costituzione della Romania del 1866 Costituzione della Romania del 1923 Costituzione della Romania del 1938 | Senato                     | Assemblea dei deputati                     |
| 1940-1946 | Regno di Romania                 | Parlamento sospeso                                                                                          | Parlamento sospeso         | Parlamento sospeso                         |
| 1946-1948 | Regno di Romania                 | Decreti governativi                                                                                         | -                          | Assemblea dei deputati                     |
| 1948-1989 | Repubblica Socialista di Romania | Costituzione della Romania del 1948 Costituzione della Romania del 1952 Costituzione della Romania del 1965 | Grande Assemblea Nazionale | Grande Assemblea Nazionale                 |
| 1990-1991 | Romania                          | Legge 92/1990                                                                                               | Senato                     | Assemblea dei deputati                     |
| dal 1991  | Romania                          | Costituzione della Romania del 1991                                                                         | Senato                     | Camera dei deputati                        |

## Descrizione

### Struttura e organizzazione
(Art. 61 della Costituzione della Romania)
Il Parlamento rumeno è composto da Camera dei deputati e Senato, che sono organizzati secondo regolamenti propri e dispongono di risorse finanziarie proprie.
Ad inizio legislatura ogni camera elegge indipendentemente un presidente, che fa parte di una struttura dirigenziale chiamata Ufficio permanente (Birou permanent), i cui membri sono eletti internamente all'inizio di ogni sessione parlamentare in base alla configurazione politica del Parlamento. Secondo l'art. 66 della Costituzione il Parlamento si riunisce ordinariamente in due sessioni l'anno, una con inizio a febbraio (che non può protrarsi oltre la fine di giugno) e una con inizio a settembre (che non può protrarsi oltre la fine di dicembre). Sessioni straordinarie possono essere convocate dal Presidente della Romania, dagli Uffici permanenti e da un terzo dei deputati o dei senatori.
Le altre strutture parlamentari previste dalla Costituzione sono i gruppi parlamentari e le commissioni (permanenti, speciali, d'inchiesta, o comuni tra le due camere), il cui funzionamento è dettato dai singoli regolamenti interni di Camera e Senato. Il pluralismo politico è garantito dalla previsione che le strutture interne siano costituite sulla base della proporzionalità della configurazione politica del Parlamento.
I due rami del Parlamento si riuniscono regolarmente in sedute separate. Fanno eccezione alcuni casi, previsti dall'art. 65 della Costituzione, in cui il Parlamento si riunisce in seduta congiunta, come nell'eventualità di messaggi da parte del Presidente della Romania, dell'approvazione del bilancio dello Stato, della nomina dell'Avvocato del popolo e dei direttori di SIE e SRI, di dichiarazione di guerra, o dell'approvazione dei rapporti del Consiglio Supremo di Difesa del Paese. Le sedute del Parlamento sono pubbliche, anche se le camere hanno la possibilità di svolgerne alcune segrete (art. 68 della Costituzione).
Le camere sono elette per un mandato di quattro anni, prolungato automaticamente in stato di mobilitazione, di guerra, d'assedio o d'urgenza fino al termine della situazione d'emergenza (art. 63 della Costituzione). L'elezione del nuovo Parlamento si svolge non oltre tre mesi dopo la scadenza del mandato del precedente o dallo scioglimento delle camere. Il nuovo Parlamento si riunisce su convocazione del Presidente della Romania non oltre venti giorni dopo la celebrazione delle elezioni. Il mandato del Parlamento in carica si prolunga fino alla convalida del nuovo. In tale periodo non è possibile avviare procedimenti di revisione costituzionale, modificare o abrogare leggi organiche.

### Modalità d'elezione
L'art. 62 della Costituzione prevede che i parlamentari siano eletti tramite voto universale, uguale, diretto, segreto ed espresso liberamente. Alla legge elettorale è demandato il compito di stabilire il numero di parlamentari, che deve essere definito in rapporto alla popolazione del paese.
L'attuale legge elettorale, la Legge 208 del 20 luglio 2015, stabilisce la nomina di un deputato ogni 73.000 abitanti e di un senatore ogni 168.000, eletti secondo un sistema proporzionale con una soglia di sbarramento al 5% per i singoli partiti e una variabile tra l'8 e il 10% per le coalizioni. La circoscrizione estero elegge quattro deputati e due senatori.
Ai sensi dell'art. 37 della Costituzione per essere eletti bisogna aver compiuto 23 anni d'età per la Camera dei deputati e 33 anni per il Senato.
Dal 1990 al 2008 l'elezione dei parlamentari fu basata su un criterio proporzionale, poi modificato nel 2008, con l'adozione di un modello misto tra proporzionale e maggioritario con collegi uninominali. Nel 2015 fu decretato il ritorno al proporzionale.
La Costituzione prevede anche che un rappresentante per ognuna delle associazioni delle minoranze etniche abbia diritto ad un seggio in parlamento, a prescindere dal raggiungimento della soglia di sbarramento, secondo le disposizioni della legge elettorale in vigore. La Legge 208/2015 prevede che a ciascuno dei partiti delle minoranze sia garantito un seggio alla Camera, a condizione che a livello dell'intero paese abbiano ottenuto almeno il 5% del numero medio di voti necessario per l'elezione di un deputato (art. 56 della Legge 208/2015).

### Status del parlamentare
(Art. 69 della Costituzione della Romania)
La Costituzione descrive lo status parlamentare negli artt. 69-72.
Il ruolo di parlamentare è incompatibile con l'esercizio di ogni altra funzione pubblica d'autorità, ad eccezione di quella di membro del Governo. L'identificazione di altre situazioni di incompatibilità è demandata alle leggi organiche. A tal riguardo le Leggi 161 del 19 aprile 2003 e 96 del 21 aprile 2006 specificano i ruoli inconciliabili con quello di parlamentare, tra i quali funzioni dirigenziali negli organi della pubblica amministrazione centrale e locale, di gestione di attività commerciali o incarichi nei consigli d'amministrazione di società private, partecipate o statali. Il deputato o senatore che al momento dell'assunzione del mandato si trova in una situazione di incompatibilità, ha 15 giorni per informare l'Ufficio permanente della sua camera e altri 30 giorni per optare tra la funzione parlamentare o l'altro ruolo.
Deputati e senatori non possono essere chiamati a rispondere di fronte alla legge per i voti dati in aula o per le opinioni politiche. Possono essere sottoposti a inchiesta e processo solamente per fatti che non hanno legami con i voti o le opinioni politiche espressi nell'esercizio del mandato parlamentare. Inoltre, non possono subire perquisizioni o arresto senza autorizzazione della camera di cui fanno parte. Indagini e rinvii a processo possono essere realizzati solamente dalla procura dell'Alta corte di cassazione e giustizia, che è l'unico tribunale competente in materia.
I parlamentari possono essere sottoposti ad arresto preventivo e perquisizione esclusivamente in caso di flagranza di reato. Il ministro della giustizia ha il compito di informare il presidente della camera di cui il parlamentare fa parte. Nel caso in cui l'assemblea ritenga che la misura dell'arresto preventivo non sia fondata, ne delibera il rilascio (art. 72 della Costituzione).

## Funzioni

### Funzione legislativa
Secondo la Costituzione (art. 74) l'iniziativa legislativa appartiene a Governo, a deputati e senatori e, infine, ai cittadini, che devono presentare le firme di almeno 100.000 elettori.
In base alle previsioni costituzionali (art. 73) il Parlamento adotta tre categorie di leggi:
1. Leggi costituzionali
Riguardano modifiche alla Costituzione.
2. Leggi organiche
Riguardano: sistema elettorale e funzionamento dell'Autorità elettorale permanente; organizzazione, funzionamento e finanziamento dei partiti politici; status dei parlamentari, indennità e altri loro diritti; organizzazione e svolgimento dei referendum; organizzazione del Governo e del Consiglio supremo di difesa; regime di stato di mobilitazione e di guerra; regime di stato d'assedio e d'urgenza; reati, pene e loro eseguimento; grazia e amnistia generale; organizzazione e funzionamento del Consiglio superiore della magistratura, dei tribunali, dell'istituto del Pubblico ministero e della Corte dei conti; status dei funzionari pubblici; contenzioso amministrativo; regime giuridico della proprietà e dell'eredità; organizzazione generale dell'istruzione; regime generale riguardante rapporti di lavoro, sindacati e protezione sociale; organizzazione dell'amministrazione locale e del territorio; regime generale riguardante l'autonomia locale; status delle minoranze etniche; regime generale dei culti; regolamentazione in altri ambiti in cui la Costituzione prevede l'adozione di leggi organiche.
3. Leggi ordinarie
Riguardano tutti gli altri ambiti non inclusi nelle precedenti tipologie.

### Atti parlamentari
Al fianco delle leggi altri tipi di atti realizzati dal Parlamento sono:
- Regolamenti
Riguardano gli atti normativi che regolano l'organizzazione e il funzionamento di ciascuna camera. Parimenti, esiste un regolamento anche per le sedute comuni. I regolamenti possono essere soggetti a verifica di costituzionalità e devono essere pubblicati sulla Gazzetta Ufficiale rumena (Monitorul Oficial).
- Decisioni (Hotărâri)
Vengono emanate per la revisione delle competenze dei gruppi parlamentari; la modifica dei regolamenti; la scelta di vicepresidenti, segretari e questori dell'Ufficio permanente; la modifica della struttura organizzativa dell'apparato burocratico delle camere; le dimissioni dei parlamentari; la convalida dei mandati dei parlamentari; la revoca dell'immunità parlamentare.
- Mozioni
Vengono utilizzate per esprimere la posizione del Parlamento su un determinato argomento.

- Le mozioni semplici possono essere adottate tramite voto da una singola camera e riguardano un problema di politica interna o estera, oppure una questione oggetto di un'interpellanza.
- Le mozioni di sfiducia (Moțiuni de cenzură) rappresentano la procedura tramite la quale il Parlamento può revocare la fiducia concessa al Governo e sono adottate con il voto della maggioranza del totale dei deputati e dei senatori. Possono essere proposte da almeno un quarto del numero totale dei parlamentari. La mozione è dibattuta in seduta congiunta. Se respinta, i firmatari della mozione non possono presentarne un'altra nel corso della stessa sessione parlamentare, a meno che il Governo non metta la fiducia su un programma, una dichiarazione o una legge, secondo le previsioni dell'art. 114 della Costituzione.

### Nomina e revoca delle autorità statali
Nell'esercizio delle sue funzioni, il Parlamento ha il potere di sospendere il Presidente della Romania per gravi violazioni della Costituzione (art. 95 della Costituzione) o metterlo in stato d'accusa per alto tradimento (art. 96).
Deputati e senatori, inoltre, approvano l'investitura del Governo in seduta congiunta e hanno la possibilità di chiederne la revoca tramite la procedura di mozione di sfiducia.
È di competenza del Parlamento anche la nomina, e di conseguenza la revoca, di un'altra figura prevista dall'impianto costituzionale, l'Avvocato del popolo.
Il Parlamento nomina, senza possibilità di revoca, sei dei nove membri della Corte costituzionale. Tre sono indicati dalla Camera dei deputati e tre dal Senato (art. 142 della Costituzione).

### Controllo parlamentare
Il Parlamento ha il dovere di verificare la corretta applicazione della Costituzione e delle leggi da parte delle autorità statali e realizza tali attività di controllo per mezzo di varie forme.
In primo luogo diverse istituzioni hanno l'obbligo di fornire regolari rendiconti al Parlamento. Il Presidente della Romania si rivolge alle assemblee in seduta congiunta una volta l'anno riguardo ai principali problemi politici del paese. Ad inizio mandato il Governo è obbligato a sottoporre il proprio programma per votazione e fiducia. La Corte dei conti e l'Avvocato del popolo presentano periodicamente rapporti sul proprio operato all'assemblea parlamentare. Il Parlamento, inoltre, può ricorrere ad interrogazioni e interpellanze rivolte ai membri del Governo o ai dirigenti di altri organi della pubblica amministrazione per ottenere precisazioni o spiegazioni. Deputati e senatori hanno il diritto di chiedere informazioni o documenti necessari per il loro lavoro agli organi di Stato e questi hanno l'obbligo di fornirle.
Un ulteriore metodo di controllo è esercitato tramite le commissioni speciali e le commissioni d'inchiesta che, se previsto dai regolamenti di funzionamento, possono disporre di poteri giudiziari, riservandosi l'opportunità di citare testimoni che hanno l'obbligo legale di comparire di fronte alla commissione.
Forme indirette di controllo sono le petizioni che vengono trasmesse ai parlamentari dai cittadini. Deputati e senatori, infatti, in modo da risolvere le petizioni, possono fungere da intermediari con le commissioni parlamentari o con altre istituzioni pubbliche. Allo stesso modo il Parlamento è responsabile per la nomina dell'Avvocato del popolo, organo di controllo incaricato di sorvegliare la difesa delle libertà delle persone fisiche contro gli abusi delle autorità pubbliche.

### Indirizzo politico
Nell'esercizio delle deleghe affidate dai cittadini il Parlamento è responsabile a livello costituzionale di diverse funzioni che regolano l'indirizzo sociale, economico, culturale, statale e giuridico del paese. Tra queste, il Parlamento approva il bilancio e il programma di governo; dichiara lo stato di mobilitazione; decide le norme elettorali; regolamenta l'organizzazione e il funzionamento degli organi di Stato, dei partiti politici e delle forze armate; statuisce reati e pene; disciplina il sistema fiscale e dispone l'emissione di moneta.
Al Parlamento vengono affidate anche alcune competenze in politica estera quali la ratifica e la denuncia dei trattati internazionali; la possibilità di dichiarare lo stato di guerra; la decisione di sospendere o concludere le ostilità militari.

### Organizzazione e funzionamento propri
Le due camere godono di propri regolamenti di funzionamento stabiliti internamente, che definiscono lo svolgimento delle attività parlamentari.
Tra i poteri di autoregolamentazione, il Parlamento può ratificare o annullare la convalida dei parlamentari eletti; adottare i propri regolamenti di funzionamento; nominare e disciplinare gli organi interni di lavoro; approvare il proprio bilancio; gestire determinati aspetti riguardanti lo status del parlamentare.

## Iter legislativo
L'iter legislativo è trattato dalla Costituzione della Romania agli artt. 73-79.

### Leggi ordinarie e leggi organiche
La procedura di elaborazione delle leggi comprende le seguenti fasi:
- Iniziazione del progetto di legge o proposta legislativa
- Presentazione alla camera competente
- Esame e parere da parte delle commissioni parlamentari specializzate
- Inclusione nell'ordine del giorno di entrambe le camere
- Dibattito e voto da parte di entrambe le camere
- Firma della legge da parte dei presidenti di entrambe le camere
- Promulgazione da parte del Presidente della Romania e pubblicazione della legge sulla Gazzetta Ufficiale (Monitorul Oficial)

I parlamentari e il Governo iniziano l'iter legislativo sottoponendo le proprie proposte alla camera competente quale assemblea di prima lettura.

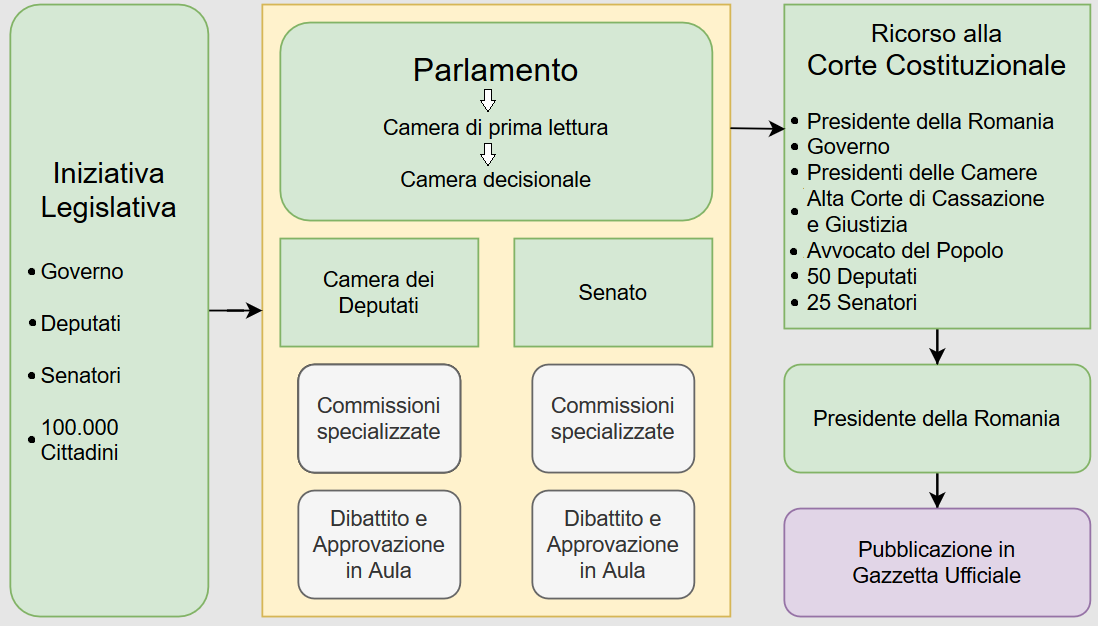
Schema dell'iter legislativo in Romania.

L'art. 75 della Costituzione, introdotto dalla riforma del 2003, divide le due camere in assemblea di prima lettura (in rumeno: primă cameră sesizată oppure camera de reflecție) e assemblea decisionale (camera decizională) in base a determinate aree di competenza espressamente previste dal testo costituzionale. La camera decisionale è quella che stabilisce la forma finale di una legge. La Camera dei deputati è decisionale per i progetti legge in cui il Senato è camera di prima lettura e viceversa. La Camera dei deputati è assemblea di prima lettura per la ratifica di trattati e accordi internazionali e per determinate leggi organiche espressamente previste dal testo costituzionale. Il Senato è assemblea di prima lettura per i progetti di legge ordinaria e per specifiche leggi organiche.
La camera di prima lettura si pronuncia entro 45 giorni dalla presentazione del progetto di legge, termine prolungato a 60 giorni nel caso di leggi particolarmente complesse. Oltrepassato tale limite, il progetto viene considerato adottato. In seguito all'approvazione o al respingimento da parte della camera di prima lettura, il progetto di legge viene trasmesso all'altra camera che, in qualità di assemblea decisionale, ne delibera la forma finale. Non sono previsti limiti temporali per la votazione in camera decisionale.
Entrambe le camere eseguono separatamente dibattito e votazione sulla base dei rapporti delle proprie commissioni parlamentari interne specializzate in materia. Le relazioni delle commissioni parlamentari vengono redatte e successivamente adottate sentito il parere del Consiglio legislativo, organo consultivo del Parlamento specializzato in legislazione.
La Costituzione (art. 67) stabilisce nella maggioranza dei membri il quorum di presenza per le votazioni. Le leggi organiche e le decisioni sui regolamenti interni delle camere si adottano con il voto della maggioranza del totale dei membri di ciascuna camera, mentre le leggi ordinarie e gli altri tipi di decisioni si adottano con il voto della maggioranza dei membri presenti in ciascuna camera. Su richiesta del Governo, o di propria iniziativa, il Parlamento può scegliere di adottare progetti di legge in procedura d'urgenza, processo descritto dai regolamenti interni delle camere.
Secondo i regolamenti interni, prima della promulgazione, la legge adottata dalla camera decisionale viene trasmessa a Governo, Alta corte di cassazione e giustizia e Avvocato del popolo, in modo da consentire loro l'esercizio del diritto di appello alla Corte costituzionale per verifica della legittimità della legge, secondo le previsioni dell'art. 146 della Costituzione. È data la possibilità di rivolgersi alla Corte costituzionale anche al Presidente della Romania, ai presidenti delle due camere, a 50 deputati, o 25 senatori. In caso di conferma di incostituzionalità da parte della Corte, la legge viene rimandata alle camere per analisi e correzione.
La legge adottata dall'assemblea decisionale viene trasmessa al Presidente della Romania, che procede alla sua promulgazione entro venti giorni dal ricevimento. È facoltà del Presidente della Romania, una sola volta, rimandare una legge in Parlamento per riesame. La legge, rivisitata dal Parlamento e inviata nuovamente al capo di Stato, oppure sulla quale si sia espressa la Corte costituzionale, deve essere promulgata entro dieci giorni.
La legge viene pubblicata sulla Gazzetta Ufficiale (Monitorul Oficial) ed entra in vigore tre giorni dopo la data di pubblicazione, se non espressamente indicato diversamente.

#### Competenze delle due camere
Come disposto dall'art. 75 della Costituzione e chiarito dai regolamenti interni (Regolamento della Camera dei deputati art. 91 e Regolamento del Senato art. 92), i due rami del Parlamento sono competenti quali camera di prima lettura o decisionale per le seguenti aree:
| Camera dei deputati | Senato |
| Camera di prima lettura (primă cameră sesizată) per: | Camera di prima lettura (primă cameră sesizată) per: |
| --- | --- |
| - Progetti di legge per la ratifica di trattati e accordi internazionali e delle misure che derivano dalla loro applicazione Leggi organiche riguardanti: - Organizzazione e funzionamento dei servizi pubblici di radio e televisione e loro controllo parlamentare - Diritto di associazione e compatibilità con la qualità di membro di partito politico di alcune categorie socioprofessionali - Condizioni riguardanti il rispetto del dovere militare da parte dei cittadini rumeni - Organizzazione e funzionamento dell'Avvocato del popolo - Organizzazione del Governo e del Consiglio supremo di difesa - Contenzioso amministrativo - Organizzazione e funzionamento del Consiglio superiore della magistratura, dei tribunali, dell'istituto del Pubblico ministero e della Corte dei conti - Organizzazione generale dell'istruzione - Organizzazione dell'amministrazione locale e del territorio, regime generale riguardante l'autonomia locale - Istituzione, organizzazione e funzionamento del Consiglio legislativo - Ruolo e struttura del Governo - Incompatibilità con la funzione di membro del Governo - Istituzione di autorità amministrative autonome - Struttura del sistema nazionale di difesa, preparazione della popolazione, dell'economia e del territorio per la difesa, status dei quadri militari e regolamenti riguardanti le altre componenti delle forze armate - Rapporti dei cittadini appartenenti alle minoranze etniche con le autorità dell'amministrazione pubblica locale e servizi pubblici decentrati in unità amministrativo-territoriali, in cui la minoranza è numerosa, rispetto all'utilizzo della lingua materna - Composizione e regole di funzionamento dell'Alta corte di cassazione e giustizia, istituzione di autorità giudiziarie specializzate in materie specifiche - Corte costituzionale | - Progetti di legge ordinaria Leggi organiche riguardanti: - Territorio - Cittadinanza - Simboli nazionali - Uguaglianza dei diritti - Diritto alla proprietà privata - Giuramento di deputati e senatori - Sistema elettorale, organizzazione e funzionamento dell'Autorità elettorale permanente - Organizzazione, funzionamento e finanziamento dei partiti politici - Organizzazione e svolgimento dei referendum - Regime dello stato di mobilitazione delle forze armate e dello stato di guerra - Regime dello stato d'assedio e d'urgenza - Reati, pene e loro eseguimento - Amnistia e grazia generali - Status dei funzionari pubblici - Regime giuridico della proprietà e dell'eredità - Regime generale riguardante rapporti di lavoro, sindacati e protezione sociale - Status delle minoranze etniche - Regime generale dei culti - Prolungamento del mandato del Presidente della Romania - Proprietà - Consiglio economico e sociale |
| Camera decisionale (camera decizională) per: | |
| - Tutti i progetti di legge ordinaria, ad eccezione della ratifica di trattati internazionali Leggi organiche riguardanti: - Frontiere dello Stato - Acquisizione e perdita della cittadinanza rumena - Simboli nazionali - Diritti dei cittadini dell'Unione europea di eleggere ed essere eletti nelle autorità pubbliche locali - Diritto alla proprietà privata - Diritto delle persone lese dalla pubblica autorità - Sistema elettorale, organizzazione e funzionamento dell'Autorità elettorale permanente - Organizzazione, funzionamento e finanziamento dei partiti politici - Organizzazione e svolgimento del referendum - Regime dello stato di mobilitazione delle forze armate e dello stato di guerra - Regime dello stato d'assedio e d'urgenza - Reati, pene e loro eseguimento - Amnistia e grazia generali - Status dei funzionari pubblici - Regime giuridico della proprietà e dell'eredità - Regime generale riguardante rapporti di lavoro, sindacati e protezione sociale - Status delle minoranze etniche - Regime generale dei culti - Prolungamento del mandato del Presidente della Romania - Compiti dei prefetti - Status dei giudici nel rapporto con il Consiglio superiore della magistratura - Utilizzo della lingua materna e dell'interprete di fronte al tribunale da parte dei cittadini appartenenti alle minoranze etniche - Proprietà pubblica, dare in gestione, concessione o affitto dei beni di proprietà pubblica, inviolabilità della proprietà privata - Consiglio economico e sociale | - Progetti di legge per la ratifica di trattati e accordi internazionali e delle misure che derivano dalla loro applicazione Leggi organiche riguardanti: - Organizzazione e funzionamento dei servizi pubblici di radio e televisione e loro controllo parlamentare - Diritto d'associazione - Diritto delle persone lese dalla pubblica autorità e contenzioso amministrativo - Organizzazione e funzionamento dei servizi pubblici di radio e televisione e loro controllo parlamentare - Difesa del paese - Organizzazione e funzionamento dell'Avvocato del popolo - Organizzazione del Governo e del Consiglio supremo di difesa - Organizzazione e funzionamento del Consiglio superiore della magistratura, dei tribunali, dell'istituto del Pubblico ministero e della Corte dei conti - Organizzazione generale dell'istruzione - Organizzazione dell'amministrazione locale e del territorio, regime generale riguardante l'autonomia locale - Consiglio legislativo - Ruolo e struttura del Governo - Incompatibilità con la funzione di membro del Governo - Istituzione di autorità amministrative autonome - Sistema di difesa nazionale - Principi di base della pubblica amministrazione locale - Prefetto - Status dei giudici - Tribunali - Utilizzo della lingua materna e dell'interprete nella giustizia - Compiti del Consiglio superiore della magistratura - Corte dei conti - Struttura della Corte costituzionale |

### Leggi costituzionali
Non possono essere oggetto di revisione costituzionale punti che intacchino il carattere nazionale, indipendente, unitario e indivisibile dello Stato rumeno, la forma di governo repubblicana, l'integrità del territorio, l'indipendenza della giustizia, il pluralismo politico e la lingua ufficiale. Non sono ammesse modifiche che abbiano come risultato la soppressione dei diritti e delle libertà fondamentale dei cittadini. La Costituzione non può essere rivista in periodo di stato d'assedio, d'urgenza o di guerra.
Secondo l'art. 150 della Costituzione la procedura può essere iniziata dal Presidente della Romania su proposta del Governo; da almeno un quarto del numero dei deputati e dei senatori; da almeno 500.000 cittadini.
Dal punto di vista procedurale le iniziative di revisione costituzionale vengono analizzate separatamente dalla Camera dei deputati e dal Senato e si adottano con il voto di almeno due terzi del numero totale dei membri di ciascuna camera. Nell'eventualità in cui il Senato adotti la stessa forma elaborata dalla Camera dei deputati, il progetto viene trasmesso alla Corte costituzionale per verifica. In caso di incostituzionalità la Corte rimanda il progetto in Parlamento.
Se il Senato, al contrario, respinge il testo presentato dalla Camera, l'iter si interrompe.
Qualora il Senato adotti un testo diverso da quello della Camera dei deputati, si ricorre alla procedura di mediazione, con la creazione di un'apposita commissione comune convocata dai presidenti delle due camere, avente quale fine l'eliminazione delle differenze tra le due versioni. Per l'adozione il rapporto della commissione di mediazione deve essere approvato da due terzi del totale dei membri di ciascuna camera. Nel caso in cui la commissione non giunga ad un accordo, oppure il rapporto della commissione sia respinto da una delle due camere, il Parlamento si riunisce in seduta congiunta, sottoponendo a dibattito e votazione le due versioni del progetto di revisione costituzionale. In tal caso per l'adozione è necessario il voto di tre quarti dei parlamentari.
Il testo approvato da entrambe le camere viene verificato d'ufficio dalla Corte costituzionale e, quindi, in mancanza di obiezioni viene sottoposto a referendum popolare, da organizzarsi entro 30 giorni dall'adozione del Parlamento. La riforma costituzionale entra in vigore se votata favorevolmente dai cittadini secondo le regole della legge referendaria. L'art.5 dell'attuale legge 3 del 22 febbraio 2000 (aggiornata nel 2014) prevede che il referendum sia convalidato con un quorum pari al 30% degli elettori e che i voti validi rappresentino almeno il 25% degli iscritti alle liste elettorali permanenti.

### Procedura di mediazione
La riforma costituzionale del 2003 ha introdotto la differenziazione in camera di prima lettura e camera decisionale. Precedentemente entrambe le assemblee avevano le stesse competenze, con la possibilità che le camere approvassero due testi diversi su una singola legge o proposta legislativa. Per giungere ad un'unica versione si ricorreva alla procedura di mediazione (mediere), prevista dall'ex art. 76 della Costituzione.
I presidenti di Camera dei deputati e Senato istituivano una speciale commissione parlamentare composta da un numero uguale di membri provenienti da entrambe le camere, incaricata di negoziare una soluzione finale da sottoporre a votazione del Parlamento. Nel caso in cui le divergenze non fossero state risolte dalla commissione o il relativo rapporto non approvato dal Parlamento, si ricorreva a dibattito e votazione dei due diversi testi in seduta congiunta.
Secondo l'attuale legislazione è possibile ricorrere alla procedura di mediazione solamente per i progetti di legge registrati prima della riforma del 2003 o per i progetti riguardanti leggi costituzionali (cfr. artt. 79-92 del regolamento della Camera dei deputati e artt. 154-159 del regolamento del Senato).